# یرم وارطانیان
یرم سراپیونی وارطانیان (ارمنی: Երեմ Սրապիոնի Վարդանյան؛ زاده ۱۴ فوریهٔ ۱۹۲۲ - درگذشته ۱۹ اوت ۱۹۸۵) مجسمه‌ساز اهل ارمنستان بود.

## زندگی‌نامه
وی در ۱۴ فوریهٔ ۱۹۲۲ در ایروان در به دنیا آمد و از کالج دولتی هنرهای زیبای پانوس ترلمزیان (۱۹۴۱) و انستیتو دولتی هنری و نمایشی ایروان (۱۹۵۰) فارغ‌التحصیل گشت. وی در کالج دولتی هنرهای زیبای پانوس ترلمزیان و انستیتو دولتی هنری و نمایشی ایروان فعالیت می‌کرد. وی همچنین برنده جوایزی همچون نقاش شایسته ارمنستان شوروی شد. وی در ۱۹ اوت ۱۹۸۵ در سن ۶۳ سالگی در ایروان درگذشت.

## نگارخانه

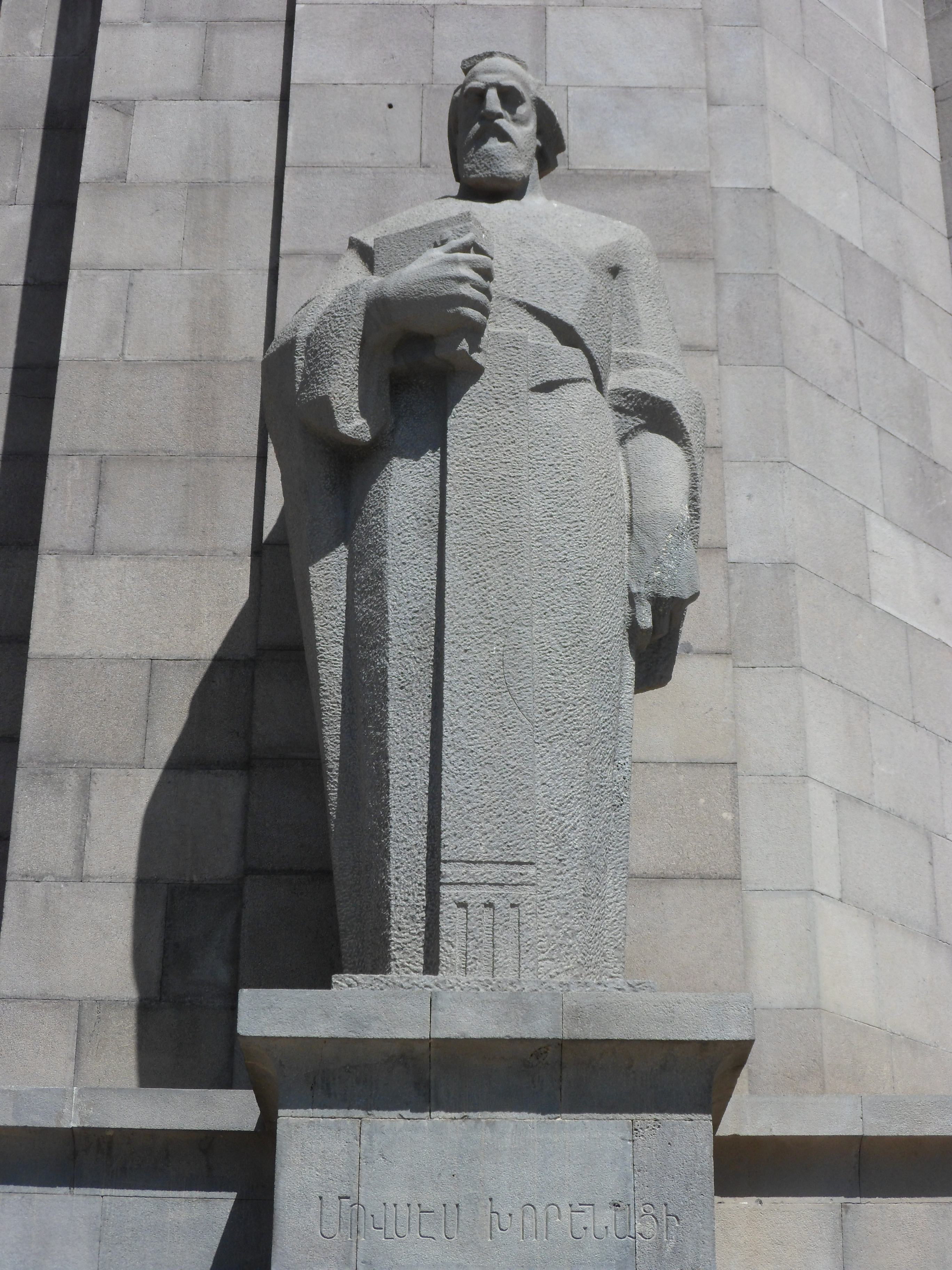
hy:Մովսես Խորենացու հուշարձան (Երևան)
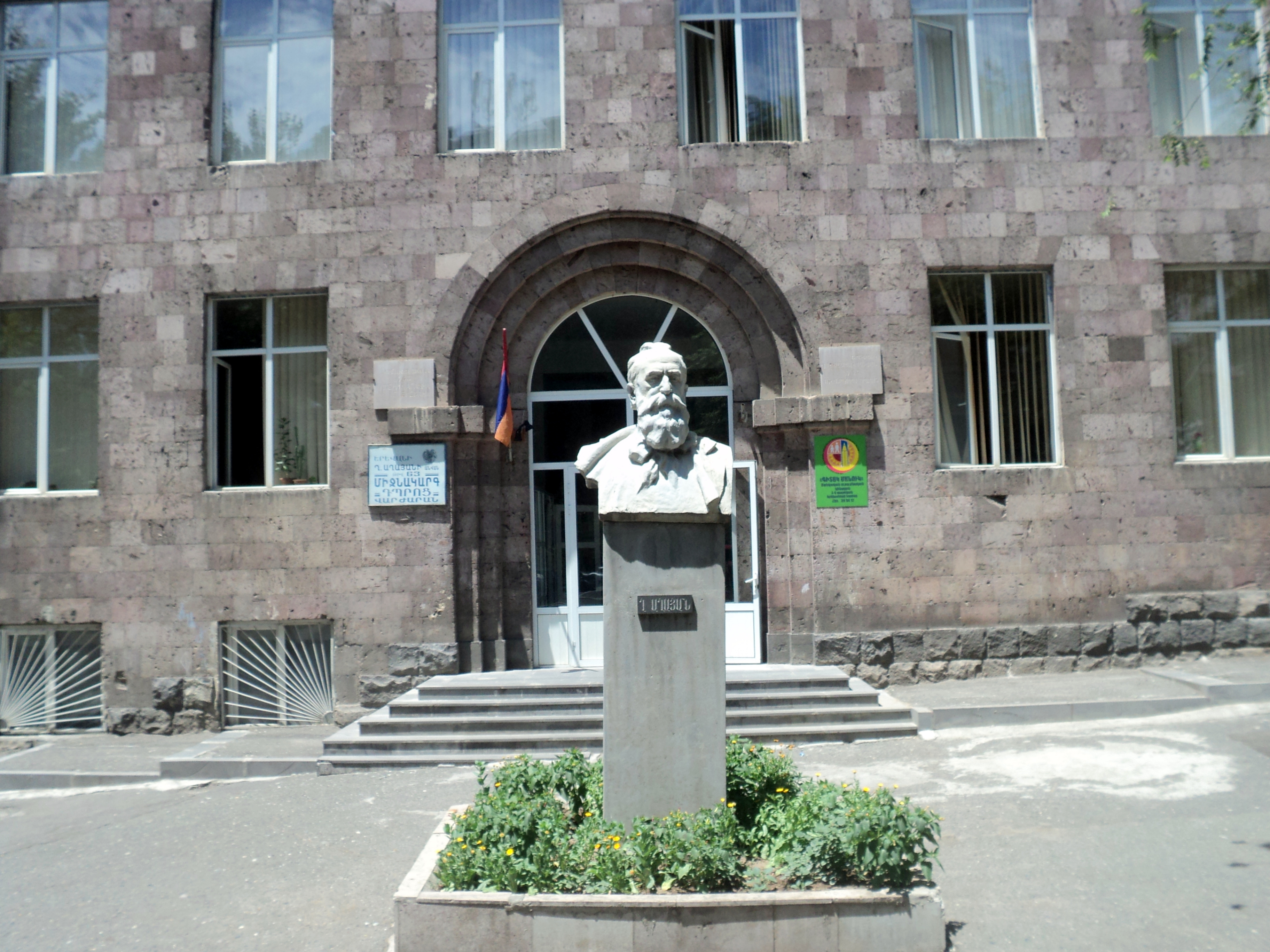
hy:Ղազարոս Աղայանի կիսանդրի (Երևան)
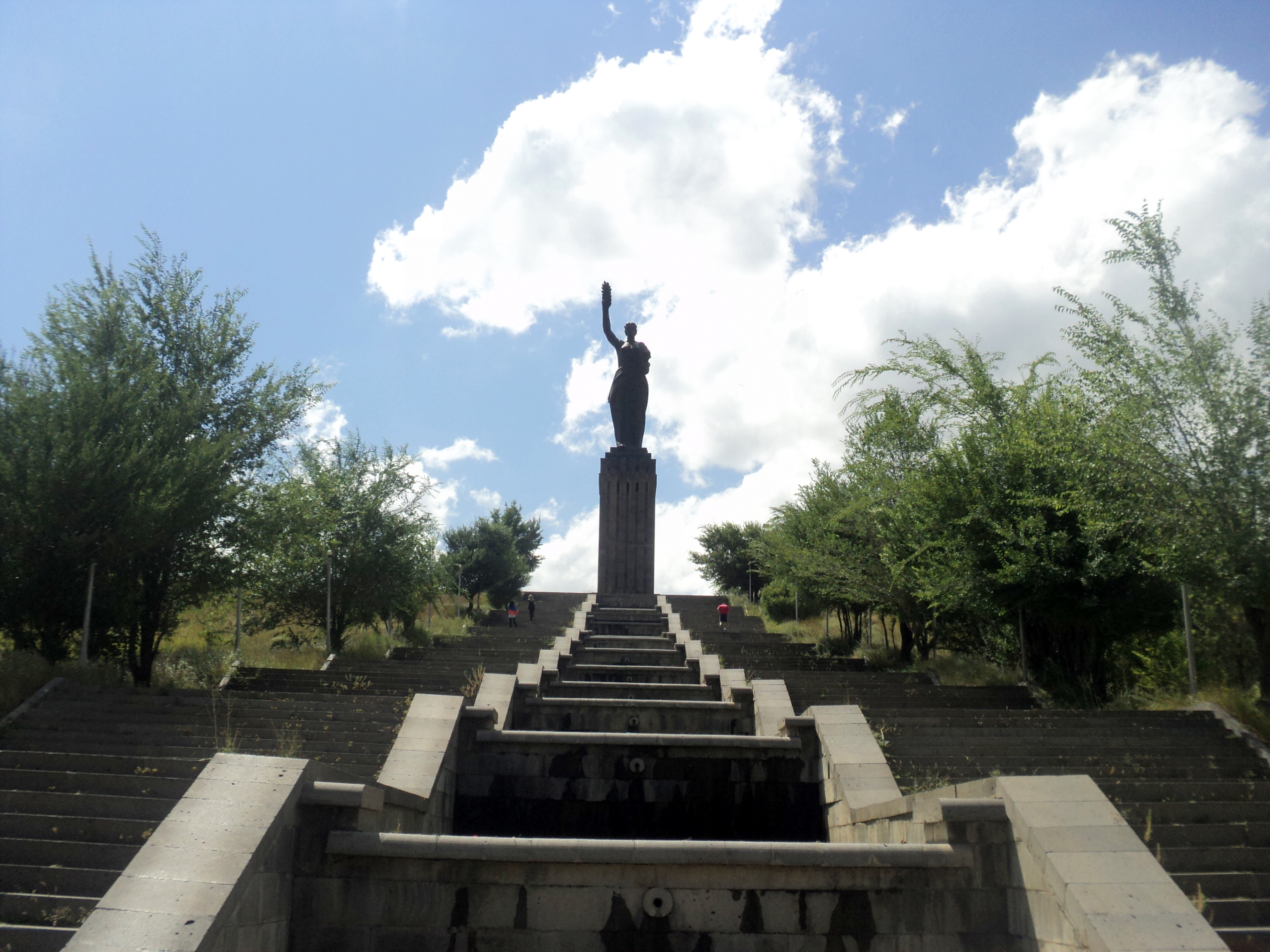
مام ارمنستان، گیومری
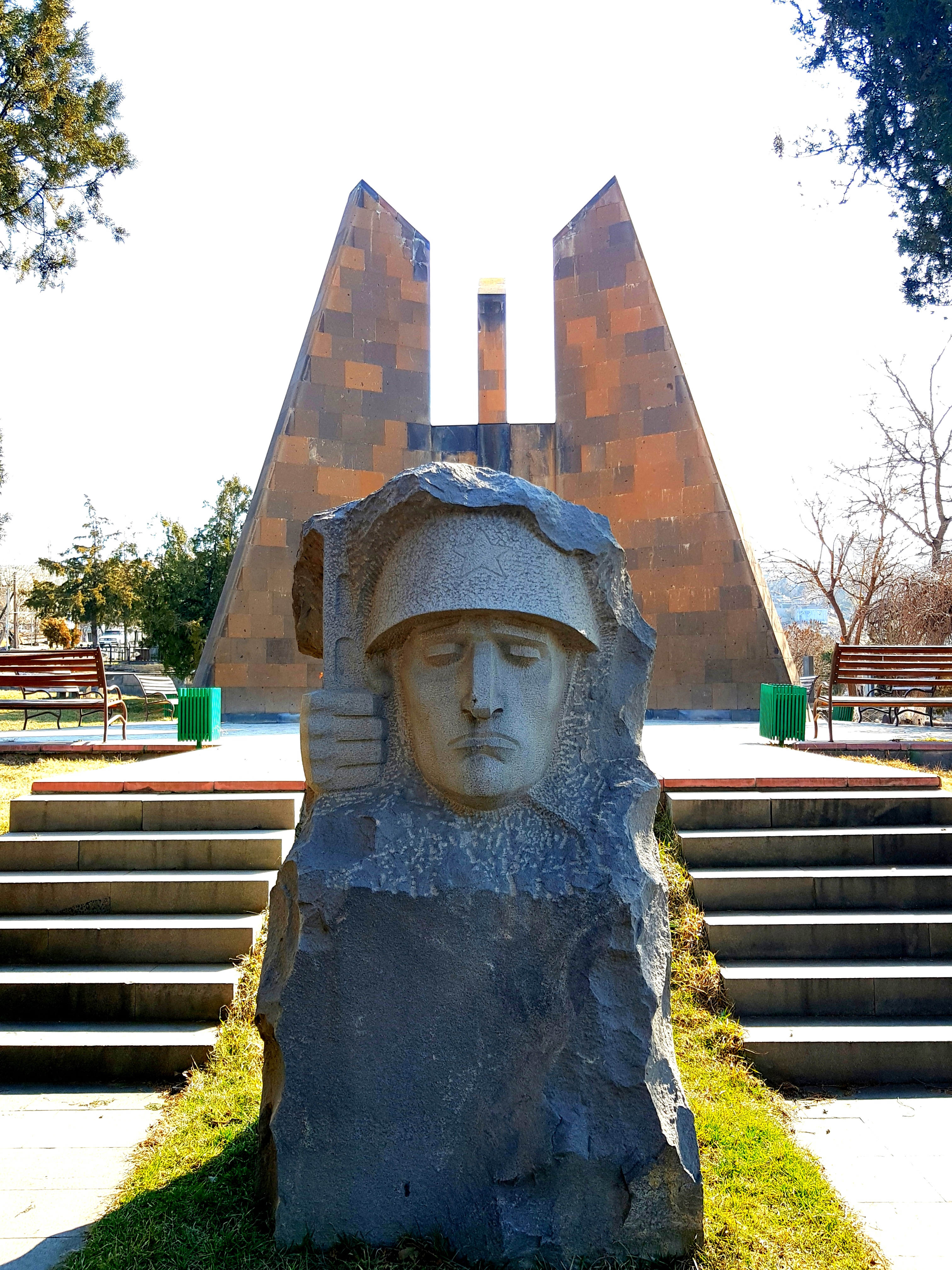
Հուշարձան Երկրորդ աշխարհամարտում զոհված ավանցիներին

## یادداشت
1. ↑  Ղազարոս Աղայանի կիսանդրի
2. ↑  Մովսես Խորենացու հուշարձան